# Batalla de Almenara (1521)
La batalla de Almenara o batalla del Morvedre fue una batalla librada entre las tropas de las agermanadas y el ejército realista el 18 de julio de 1521 en las proximidades de la ciudad de Almenara, Castellón.

## La batalla
La batalla de Almenara o de Morvedre, tuvo lugar en Sagunto (Morvedre o Murviedro medieval), en la partida de Montíber, en los alrededores de la actual carretera nacional 340, el 18 de julio de 1521. Confrontó a las tropas agermanadas de unas 6000 hombres de Valencia y Murviedro, al mando de Jaume Ros contra las tropas del virrey, cuyo campamento estaba en Almenara, encabezadas por Alfonso I de Ampurias, duque de Segorbe, quien disponía también el apoyo del conde de Almenara, Gaspar de Pròixita i de Vives Boil, unidades de caballería al mando del maestro racional de Valencia Joan Escrivà de Romaní i de Montpalau, barón de Beniparrell, y por el comendador de la orden de Montesa, Francesc Despuig.
Entre las tropas del duque había moriscos. En la batalla, que fue la segunda derrota de los agermanados consecutiva en el frente norte y se perdieron más de 2000 hombres. 

## Consecuencias
Los agermanados perdieron definitivamente la parta norte del Reino de Valencia, y a pesar de la posterior victoria en la batalla de Gandía o de Vernissa, ya no consiguieron recobrarse. Las fuerzas reales se replegaron después a Almenara, convertida en plaza de armas del ejército y base para las operaciones sobre la Plana y Onda.